# 桜ケ丘 (横浜市)
桜ケ丘（さくらがおか）は、神奈川県横浜市保土ケ谷区の町名。現行行政地名は桜ケ丘一丁目及び桜ケ丘二丁目。住居表示実施済み区域。大正時代に田園住宅地として開発された丘で、各道路を桜並木にしたことから、桜ケ丘という町名になった。

## 地理
多摩丘陵の東端で、帷子川と今井川の侵食谷に挟まれた標高57.8mの洪積台地に位置する。
主に低層住宅となっているが、「桜ケ丘の森」などの天然林や農地も残る。
月見台・霞台・初音ケ丘・花見台など、近隣にも高所地名（瑞祥地名）が多数ある。

### 面積
面積は以下の通りである。
| 丁目         | 面積（km²） |
| ------------ | ----------- |
| 桜ケ丘一丁目 | 0.246       |
| 桜ケ丘二丁目 | 0.241       |
| 計           | 0.487       |

## 歴史

### 町名の由来
江戸時代は武蔵国橘樹郡に属し、明治時代までは山林と僅かな畑地で、人や家すら無かった。
大正時代、地元の資産家であった岡野欣之助は、程ヶ谷駅に近く、自然が残されていた当地を田園住宅地にすることを発案。開発の際、美観と名勝地化を狙って桜並木も整備された。以後、
桜の名所として著名になり、昭和初期、神戸上町と星川町にまたがっていた当地を桜ケ丘とした。

### 沿革
- 1940年（昭和15年）11月1日、星川町字桜道、加賀山、神戸上町字富士見台、保土ヶ谷町字紅葉谷の各区域から新設。
- 1992年（平成4年）10月19日、住居表示の実施（保土ケ谷区東部第一次地区[5]）に伴い、霞台、神戸町、桜ケ丘、月見台の各一部から桜ケ丘一丁目、桜ケ丘二丁目を新設[6]。

### 年表
- 1919年 - 田園住宅地としての開発が開始される。
- 1921年 - 美観と名勝地化を狙い、新設道路の両側に1,000本近くの桜が植えられる。
- 1923年 - 程谷小学校第二分校開校。直後の関東大震災で倒壊、廃校になる。
- 1926年 - 跡地に実科高等女学校（現・桜丘高等学校）設立。
- 1928年 - 浴風会横浜分園（老人福祉施設）開設。
- 1930年 - 市営住宅建設。
- 1940年 - 「桜ケ丘」新設。
- 1943年 - 浴風会横浜分園廃止。
- 1953年 - 跡地に栄養短期大学開設。
- 1947年 - 岩崎中学校開設。
- 1955年 - 桜台小学校開設。
- 2004年 - 栄養短期大学廃止。

## 世帯数と人口
2025年（令和7年）6月30日現在（横浜市発表）の世帯数と人口は以下の通りである。
| 丁目         | 世帯数    | 人口    |
| ------------ | --------- | ------- |
| 桜ケ丘一丁目 | 1,395世帯 | 2,655人 |
| 桜ケ丘二丁目 | 1,786世帯 | 3,687人 |
| 計           | 3,181世帯 | 6,342人 |

### 人口の変遷
国勢調査による人口の推移。
| 年                 | 人口  |
| ------------------ | ----- |
| 1995年（平成7年）  | 5,193 |
| 2000年（平成12年） | 5,354 |
| 2005年（平成17年） | 5,337 |
| 2010年（平成22年） | 5,221 |
| 2015年（平成27年） | 5,984 |
| 2020年（令和2年）  | 6,150 |

### 世帯数の変遷
国勢調査による世帯数の推移。
| 年                 | 世帯数 |
| ------------------ | ------ |
| 1995年（平成7年）  | 2,200  |
| 2000年（平成12年） | 2,352  |
| 2005年（平成17年） | 2,304  |
| 2010年（平成22年） | 2,347  |
| 2015年（平成27年） | 2,673  |
| 2020年（令和2年）  | 2,886  |

## 学区
市立小・中学校に通う場合、学区は以下の通りとなる（2024年11月時点）。
| 丁目         | 番地 | 小学校             | 中学校             |
| ------------ | ---- | ------------------ | ------------------ |
| 桜ケ丘一丁目 | 全域 | 横浜市立桜台小学校 | 横浜市立岩崎中学校 |
| 桜ケ丘二丁目 | 全域 | 横浜市立桜台小学校 | 横浜市立岩崎中学校 |

## 事業所
2021年（令和3年）現在の経済センサス調査による事業所数と従業員数は以下の通りである。
| 丁目         | 事業所数 | 従業員数 |
| ------------ | -------- | -------- |
| 桜ケ丘一丁目 | 38事業所 | 210人    |
| 桜ケ丘二丁目 | 33事業所 | 308人    |
| 計           | 71事業所 | 518人    |

### 事業者数の変遷
経済センサスによる事業所数の推移。
| 年                 | 事業者数 |
| ------------------ | -------- |
| 2016年（平成28年） | 51       |
| 2021年（令和3年）  | 71       |

### 従業員数の変遷
経済センサスによる従業員数の推移。
| 年                 | 従業員数 |
| ------------------ | -------- |
| 2016年（平成28年） | 482      |
| 2021年（令和3年）  | 518      |

## 地域・周辺
- 学園通り - 中央を東西に横切る市道川島岩間線の通称。明治時代からあった道で、東富士見坂から上り、藤塚IC方面へ抜ける。

桜台小学校・岩崎中学校・桜丘高等学校・栄養短期大学（2004年閉校）があることから「学園通り」と呼ばれる。東に横浜ランドマークタワー、西に富士山を望むことができる。
- ビール坂 - 横浜ビジネスパークへ下る坂道。このほかに神戸坂、東富士見坂、西富士見坂、霞坂、岩崎坂など坂道が多い。
- かなざわかまくら道 - 旧・程ヶ谷宿へ下る坂道。金沢鎌倉道に繋がることから命名された、大正時代に造成された道。
- 「耕地整理記念碑」が岩崎中学校前バス停にある。
- 2km西には、桜ケ丘を倣って開発された「新桜ケ丘」がある。

### 交通
- JR東日本横須賀線保土ケ谷駅から徒歩15分。
- 相模鉄道星川駅から徒歩10分。
- 横浜市営バス22系統・25系統の、桜ケ丘・桜台小学校前・桜ケ丘二丁目・岩崎中学校前・桜丘高校前。

## その他

### 日本郵便
- 郵便番号 : 240-0011[3]（集配局：保土ヶ谷郵便局[16]）

### 警察
町内の警察の管轄区域は以下の通りである。
| 丁目         | 番・番地等 | 警察署         | 交番・駐在所 |
| ------------ | ---------- | -------------- | ------------ |
| 桜ケ丘一丁目 | 全域       | 保土ケ谷警察署 | 花見台交番   |
| 桜ケ丘二丁目 | 全域       | 保土ケ谷警察署 | 花見台交番   |